# Tove Liberg Sannes
Tove Liberg Sannes est une ancienne handballeuse internationale norvégienne. 
Avec l'équipe de Norvège, elle dispute 93 matchs de 1974 à 1981 pour 188 buts inscrits. 